# Grijsborsttangare
De grijsborsttangare (Chlorospingus semifuscus) is een zangvogel uit de familie Emberizidae (Gorzen).

## Verspreiding en leefgebied
Deze soort telt 2 ondersoorten:
- C. s. livingstoni: westelijk Colombia.
- C. s. semifuscus: zuidwestelijk Colombia en westelijk Ecuador.